# 뉴면
뉴면은 빙그레에서 판매되었던 라면이다. 1996년 10월 처음 판매되었으며, 한국 최초의 무MSG라면이다. 2003년 빙그레의 라면사업이 철수되며 판매 종료되었다.
임창정이 선전해서 한때 인기를 제법 끌었으나, 영양강화 밀가루 등 과장광고 논란이 일어 빙그레 라면사업 철수와 함께 자연스럽게 사라진 걸로 추정된다.